# 城关镇 (五河县)
城关镇，是中华人民共和国安徽省蚌埠市五河县下辖的一个乡镇级行政单位。

## 行政区划
城关镇下辖以下地区：
漴河社区、文宫社区、状元桥社区、玄帝庙社区、中市社区、文昌社区、顺河社区、淮河社区、旧县湾社区、王洼社区、衡台社区、河东社区、禾香社区、西苑社区、郭咀村、张庙村、十字岗村、漴南村、黄盆窑村、沟东村、长淮村、胜淮村、淮五村、红旗村、杨蓭村、中心村和黄台村。